# Twee-Pop
Twee-Pop [ˈtwiː-] (von engl. Babysprache twee „hübsch; süß; nett“) ist eine Variante des Indie-Pop, die sich durch einfache, hübsche Melodien und Texte auszeichnet.
Dieses Genre entstand 1986, als die britische Musikzeitschrift New Musical Express den Sampler C86 herausbrachte, auf dem unter anderem Bands wie The Pastels und Primal Scream enthalten waren. Oft wird gesagt, die Post-Punk-Band Television Personalities, die in den 70er- und 80er-Jahren aktiv war, habe zusammen mit den Buzzcocks und den Ramones einen großen Einfluss auf dieses Genre, natürlich vor allem auf die mehr vom Punk beeinflussten Bands wie Shonen Knife.
Die größte Popularität besitzt der Twee-Pop in Großbritannien. Viele Vertreter dieses Genres erschienen dort auf dem Label Sarah Records, zum Beispiel Heavenly (nicht zu verwechseln mit dem gleichnamigen Musiklabel), The Field Mice und The Orchids. In den USA erschienen viele Bands dieses Genres auf dem Label K Records, beispielsweise Beat Happening. Der Stil der Band Belle and Sebastian wird oft als Twee-Pop beschrieben, die Band selbst lehnt dies jedoch ab.
Obwohl die Bezeichnung 'Twee-Pop' die am weitesten verbreitete Bezeichnung für diese Musikrichtung ist, wird sie erst seit etwa 1990 verwendet. In den 80er-Jahren wurde der Stil einfach als Indie oder im angelsächsischen Sprachraum als Shambling bezeichnet. Eine nordamerikanische Version von Twee-Pop, die mehr vom Punk beeinflusst wurde, wird manchmal als Cuddlecore bezeichnet. Vertreter davon sind Bands wie Cub und Go Sailor.